# Хасидович, Владимир Дмитриевич
Владимир Дмитриевич Хасидович (19 апреля 1885, Кисловодск, Россия — 14 декабря 1962, Лос-Анджелес, США) — писатель, участник Русско-японской войны, Первой мировой войны, Гражданской войны, полковник, награждён орденом Святого Георгия. Отец балерины Т. В. Тумановой.

## Биография
Учился в Ярославской губернской гимназии, которую окончил в 1903 году. 30 сентября 1903 года поступил на военную службу, которую начал отбывать в 10 гренадерском Малороссийском полку. 11 мая 1904 года по личному заявлению был переведён в 9-й Ингерманландский полк Императора Петра Великого, в составе которого был отправлен на Восток на Русско-японскую войну. 29 сентября 1904 года был ранен в бою на реке Шахе. Лечился в госпитале в Харбине. После госпиталя на один год был отправлен в отпуск домой. В 1905 году поступил в Одесское юнкерское училище. В 1909 году в звании подпоручика 11-го Туркестанского стрелкового батальона служил в Андижане.
В апреле 1915 года был ранен, лечился в Петербурге. В 1915 году поручик 8-го Туркестанского стрелкового полка Владимир Хасидович был отмечен Главнокомандующим армией за отличие в делах против неприятеля (Утверждаено пожалование Ст. 3 с мб. ВП 8.06.1915 г. «Р» № 1295, 1915 года). Через год в звании штабс-капитана отправлен из Петербурга на фронт, и 21 марта 1916 года прибыл в составе 39 автопулеметного взвода под Борисов в 10-ю армию.
В 1921 году В. Д. Хасидович в звании полковника занимал пост Почетного председателя Владивостокского клуба увечных воинов. В конце 1921 года с семьей покинул Россию через Владивосток. В 1922—1924 годах находился в Шанхае, потом в Каире. С 1925 года семья обосновалась в Париже, а в 1937 году после получения вида на жительство в США переехала в Калифорнию. 13 августа 1943 года официально изменил фамилию Хасидович на девичью фамилию жены. С этого времени его фамилия стала Туманов.
Похоронен на кладбище Голливуд-Хиллз.

## Из воспоминаний жены и дочери
- Евгения (жена): «Мы приехали во Владивосток, где обратились к японской организации, поддерживавшей русских, бежавших от коммунистов. Я постоянно говорила Тамаре, что папа скоро приедет, чтобы её подбодрить. Когда один из японцев подошел к нам с каким-то вопросом, она спросила меня: „Это папа?“ Через четыре месяца во Владивосток из Константинополя прибыл тяжелораненый г-н Туманов в надежде разыскать меня через ту же организацию. Именно там мы и нашли друг друга, и он впервые встретился с дочерью, которой никогда не видел. В присутствии Тамары я часто называла своего мужа „Володя“, и Тамара так привыкла к этому имени, что стала так же называть своего отца, что совершенно не принято в русских семьях. Вскоре после этого мы втроем переехали в Шанхай, где прожили год. Я заболела, у меня не в порядке были легкие. Мой муж после ранения почти потерял голос. Он возглавил организацию помощи русским: прятал их в больших бочках из-под икры, чтобы помочь им тайно перебраться через границу. Не имея никаких средств, мы должны были много работать».
- Тамара (дочь): «Мой отец скончался 14 декабря 1962 года. 17 числа мы похоронили его в Лос-Анджелесе <…>»[11].

### Семья
- Отец — Хасидович Дмитрий Петрович (1842—1910)[12]
- Мать — Хасидович Мария Васильевна
  - Сестра — Софья (род. 12 августа (ст. ст) 1871 — ск. в 1947 году, в Кунцеве)[13], фамилия по мужу — Шулятикова. Супруга Шулятикова Владимира Михайловича.

По ходатайству наркома юстиции Курского семье Шулятикова (Софье Дмитриевне и её детям) назначена персональная пенсия. Решение Малого Совнаркома подписано В. И. Лениным:

Ленин просматривает протокол № 710 заседания Комиссии при Совете Народных Комиссаров (Малого СНК) от 11 июля 1921 г. и ставит подпись под пунктами: … 3 (о назначении пенсии семье покойного В. М. Шулятикова).— Биографическая хроника Ленина
- - Сестра — Надежда (род. 30 октября (ст. ст) 1873)
  - Брат — Николай (род. 26 апреля (ст. ст) 1876)
  - Брат — Василий (род. 12 января (ст. ст) 1878)
  - Брат — Александр (род. 1899 — арестован и расстрелян в 1937 году, реабилитирован 15 февраля 1960 года)
    - Племянница — Марина Александровна (род. 02.06.1925, г. Щелково МО).
- Жена — Евгения Дмитриевна, в девичестве Туманова (21 апреля 1899, Тифлис, Россия ск.)
  - Дочь — Туманова, Тамара Владимировна (1919—1996) — известная балерина

## Литературные произведения
Автор рассказов о Русско-Японской войне.
- Проклятый бивак : рассказ // Дело и отдых : журнал. — М., 1905. — № 10. — С. 11, 14.
- Шпион. Журнал «Дело и отдых». Москва. 1905, № 13, с.2, 3, 6.
- Смерть Володина. Журнал «Дело и отдых». Москва. 1905, № 14, с.6, 10, 11.
- В ночь под пасху. Журнал «Дело и отдых». Москва. 1905, № 16, с.6, 7, 10, 11
- Огоньки. Журнал «Дело и отдых». Москва.1906, № 5, c. 71, 74, 75.
- Город любви. Журнал «Дело и отдых». Москва. 1907, № 21, с. 326, 327, 330.